# Новая Смаиль
 Новая Смаиль  — село в Малмыжском районе Кировской области. Административный центр  Новосмаильского сельского поселения.

## История
В «Списке населенных мест по сведениям 1859—1873 годов», изданном в 1876 году, населённый пункт упомянут как казённая деревня Смаиль новая 2-го стана Малмыжского уезда Вятской губернии. Располагалась при речке Китячке, по левую сторону Елабужского почтового тракта, в 17 верстах от уездного города Малмыжа и в 37 верстах от становой квартиры в казённом селе Поляны (Вятские Поляны). В деревне, в 39 дворах жили 265 человек (130 мужчин и 135 женщин), была мечеть.

## Население
| 2010 |
| ---- |
| 581  |

## География
Расстояние до районного центра — 11 км. Высота над уровнем моря — 155 м. Деревня расположена на берегу реки Малая Китячка.